# Erna Weber
Pour les articles homonymes, voir Weber.
Erna Weber (née le 2 décembre 1897 à Charlottenbourg et morte le 19 mai 1988 à Berlin) est une mathématicienne allemande. Ses contributions à l'algèbre génétique ont fortement participé à la normalisation de la génétique.

## Biographie
Ses parents sont des commerçants indépendants à Berlin et possèdent une imprimerie. Erna Weber fréquente le gymnase Königin-Luise de Charlottenburg jusqu'en 1914, mais n'a obtenu son diplôme qu'en 1919. En 1915, elle commence un apprentissage à l'Institut de physiologie animale de l'Université agricole de Berlin.
De 1920 à 1925, elle étudie les mathématiques, la physique et la philosophie à l'université Friedrich-Whilhelm. Elle prépare un doctorat sous la direction de Max von Laue, et soutient en 1925 une thèse sur le principe de sélection intitulée Auswahlprinzip und Nadelstrahlung. Après ses études, elle travaille comme ingénieure en structure dans un bureau de génie civil à Charlottenburg. 
En 1931, elle obtient un emploi à l'Institut Kaiser-Wilhelm d'anthropologie, d'hérédité humaine et d'eugénisme à Berlin-Dahlem et travaille dans le département de recherche sur les jumeaux sous la direction d'Otmar von Verschuer. En 1935, elle publie son premier ouvrage Introduction to Variations and Heredity Statistics aux éditions Gustav Fischer Verlag à Iéna. Après que son supérieur est parti pour Francfort sur le Main, elle doit chercher un nouvel emploi en 1935 et part chez la maison d'édition Julius Springer à Berlin. 
En 1937, elle occupe un poste, en tant que chef du département de statistique de la branche « Enseignement et recherche » à Iéna (Kahlaische Strasse) de l'Office d'État de Thuringe pour les races (Thüringischen Landesamtes für Rassewesen) à Weimar auprès de Karl Astel. Elle publie des ouvrages sur l'âge du mariage des femmes et la fertilité conjugale des différents groupes sociaux. En mars 1940, elle reçoit une mission d'enseignement en statistique biologique à la Faculté des sciences de l'université d'Iéna. Elle obtient son habilitation en février 1945, et fait sa soutenance à Iéna, le 18 juillet 1945, après quoi elle obtient l'autorisation d'enseigner.  
En décembre 1945, elle est libérée en tant qu'ancienne membre du NSDAP à Iéna. L'université est fermé pendant plusieurs mois après la capitulation nazie, et Erna Weber trouve un emploi à Iéna pour les sociétés Schott et Jenapharm, qu'elle conserve de 1947 à 1949. Elle rejoint ensuite le bureau de l'examen vétérinaire et de la santé animale de Thuringe et y dirige le département des statistiques jusqu'en 1952. 
Elle publie en 1948 Grundriß der biologischen Statistik s'impose un ouvrage de référence et est plusieurs fois réédité, jusqu'en 1986. Erna Weber est autorisée à reprendre ses activités à l'Institut de mathématiques appliquées de l'université d'Iéna en tant que chargée de cours sur le sujet des statistiques scientifiques et médicales en janvier 1952, puis elle est nommée professeure titulaire en avril 1954. En 1957, elle obtient un poste de professeure de statistiques mathématiques  à l'université Humboldt de Berlin, où elle travaille jusqu'en 1962. Elle publie en 1967 un manuel d'algèbre génétique, Mathematische Grundlagen der Genetik, qui représente une contribution à la normalisation de la génétique selon les limites autorisées de ce sujet en RDA pendant la période du lyssenkisme. 
Elle est nommée membre honoraire à vie de la Société biométrique internationale en 1978 et reçoit l'Ordre du mérite patriotique de la République démocratique allemande, en bronze en 1964, et en argent en 1972.  
Elle est chef du département de calcul des probabilités et de statistique mathématique à l'Institut de mathématiques appliquées et de statistique de l'Académie des sciences de la RDA  et elle est rédactrice en chef du Biometrical Journal (en) fondé par Ottokar Heinisch et Maria-Pia Geppert, de 1967 jusqu'à sa mort. Sa tombe se trouve au Karlshorster und Neuer Friedrichsfelder Friedhof (de) à Berlin-Karlshorst.